# Raoul Hausmann
Raoul Hausmann (12. července 1886 Vídeň, Rakousko-Uhersko – 1. února 1971 Limoges, Francie) byl rakouský fotograf, spisovatel, teoretik, sochař a autor koláží a fotomontáží. Jeho raná tvorba vykazuje rysy expresionismu, pozdní pak jeho přiklonění k dadaismu.

## Životopis
Jeho otec pocházel z malé vesničky poblíž Prahy. V roce 1937 byla jeho díla spolu s mnoha dalšími vystavena na výstavě Entartete Kunst v Mnichově.

## Galerie

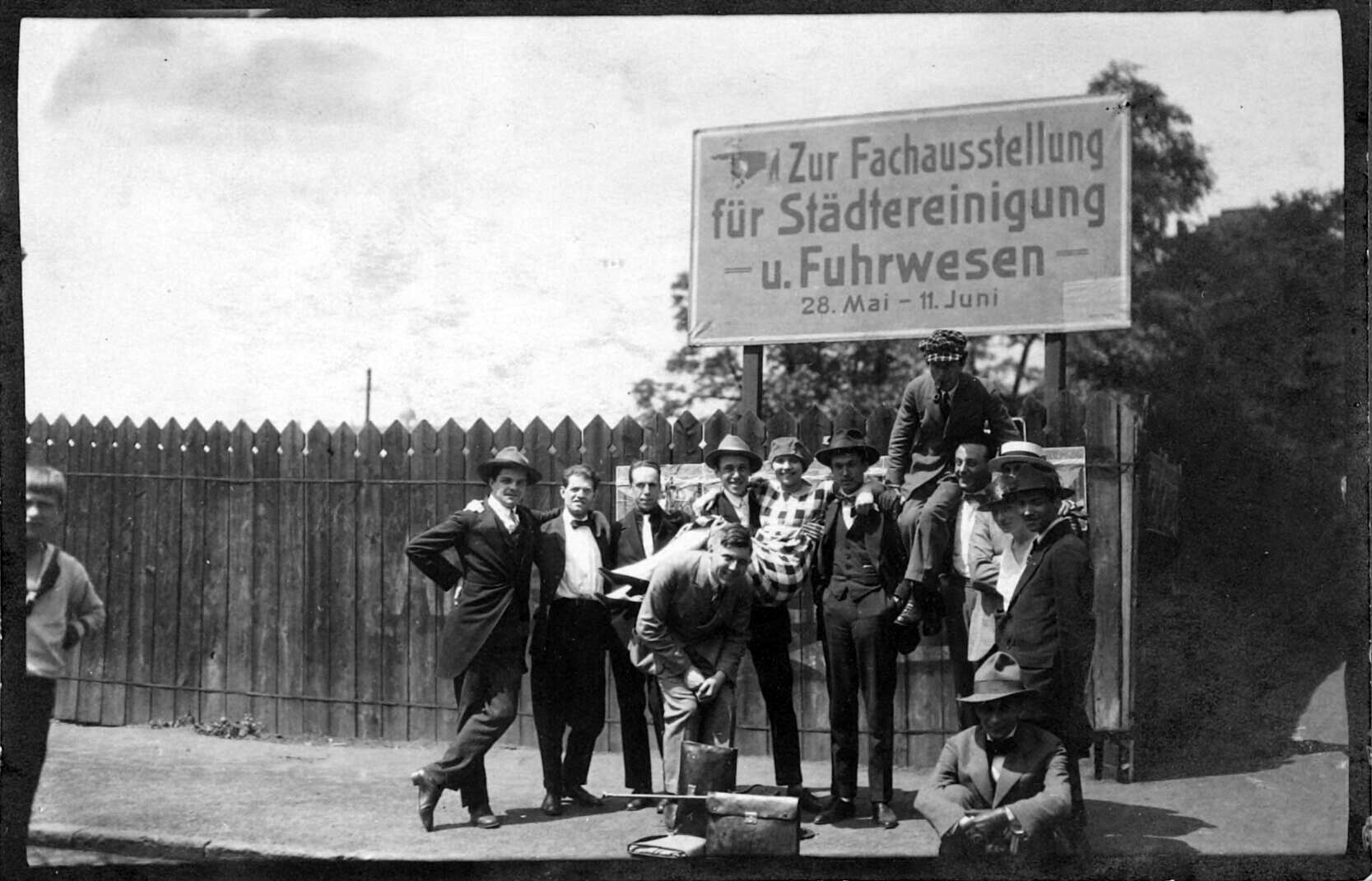
International Congress of Progressive Artists
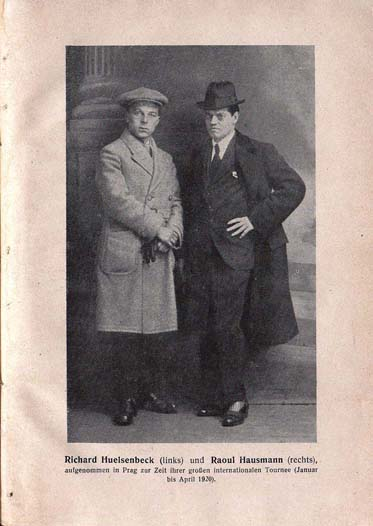
Richard Huelsenbeck a Raoul Hausmann